# Bardzo przygodowe podróże Kulfona
Bardzo przygodowe podróże Kulfona – serial animowany produkcji polskiej realizowany w latach 1997-1999.

## Obsada głosowa
- Mirosław Wieprzewski –
  - Kulfon,
  - poszukiwacze złota (odc. 1),
  - niedźwiedzica Jumba (odc. 3)
- Zbigniew Poręcki –
  - Monika,
  - poszukiwacze złota (odc. 2),
  - właściciel pisma fotograficznego (odc. 5)
- Ewa Pręgowska –
  - Eskimos Juhu (odc. 3),
  - warszawska syrena (odc. 4),
  - Chińczyk (odc. 7),
  - peruwiański chłopiec (odc. 8)
- Andrzej Arciszewski – wszystkie pozostałe postacie (odc. 1-8)

## Spis odcinków
1. Złoty bumerang
2. Skarby królowej
3. Lekarstwo na przecieplenie
4. Bajkowy spacer
5. Kulfoniaste safari
6. Na tropie tajemnicy piramid
7. Łaciata gwiazda dżungli
8. Zaginione miasto Inków 9. Kulfon Bill na dzikim zachodzie